# Chelifera stigmatica
Chelifera stigmatica är en tvåvingeart som beskrevs av Ignaz Rudolph Schiner 1862. Chelifera stigmatica ingår i släktet Chelifera och familjen dansflugor. Arten har ej påträffats i Sverige. Inga underarter finns listade i Catalogue of Life.